# Rosenberg (Zülz)
Rosenberg, polnisch Rostkowice ist eine Ortschaft in der Gemeinde Zülz (Biała) im Powiat Prudnicki (Kreis Neustadt O.S.) in der polnischen Woiwodschaft Oppeln.

## Geographie

### Geographische Lage
Das Straßendorf Rosenberg liegt im Süden der historischen Region Oberschlesien. Der Ort liegt etwa sechs Kilometer östlich des Gemeindesitzes Zülz, etwa 14 Kilometer nordöstlich der Kreisstadt Prudnik und etwa 35 Kilometer südwestlich der Woiwodschaftshauptstadt Opole.
Rosenberg liegt in der Nizina Śląska (Schlesische Tiefebene) innerhalb der Płaskowyż Głubczycki (Leobschützer Lößhügelland). Der Ort liegt an der Młynska (Mühlgraben), ein rechter Nebenfluss des Zülzer Wasser (poln. Biała).

### Nachbarorte
Nachbarorte von Rosenberg sind im Westen Altzülz (Solec), im Norden Simsdorf (Gostomia), im Osten Wilkau (Wilków) und im Südwesten Probnitz (Browiniec Polski).

## Geschichte

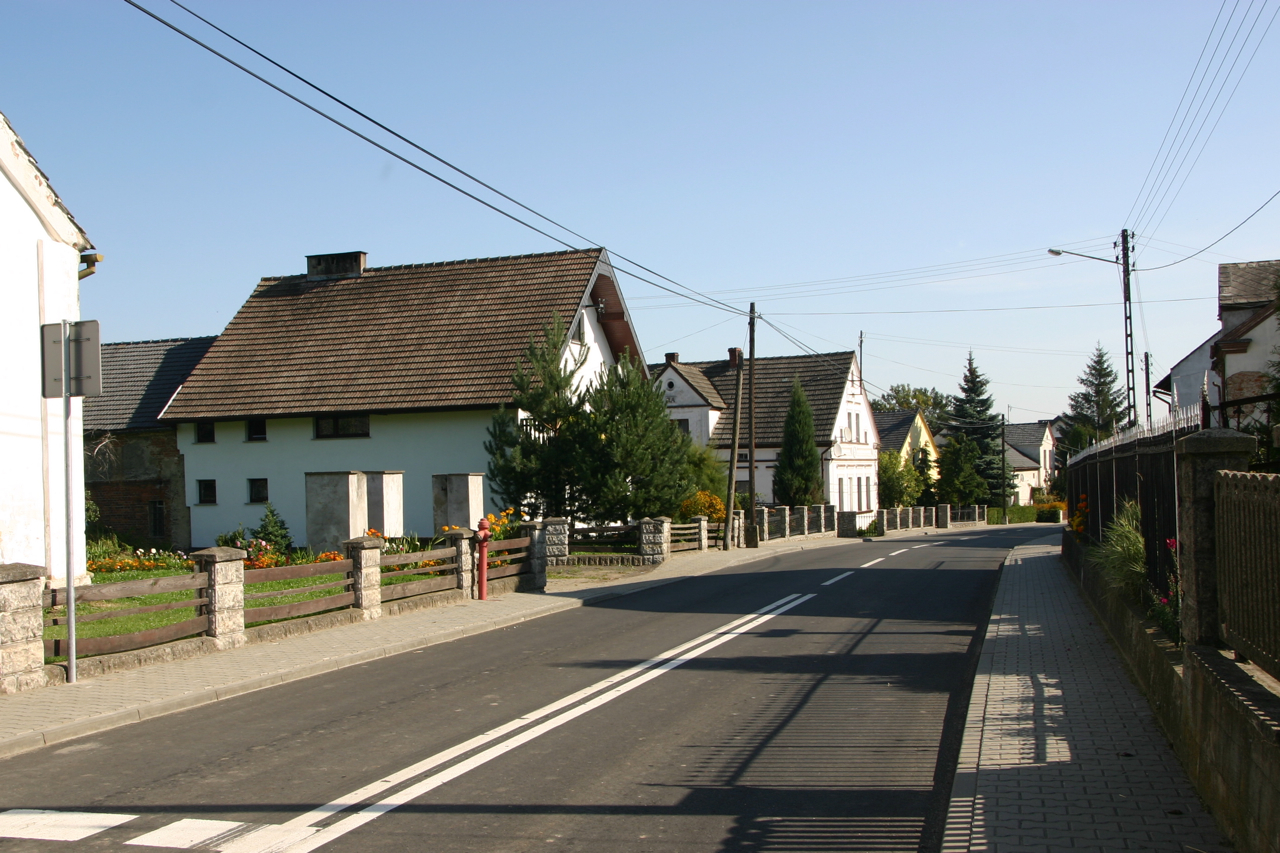
Ortsbild von Rosenberg

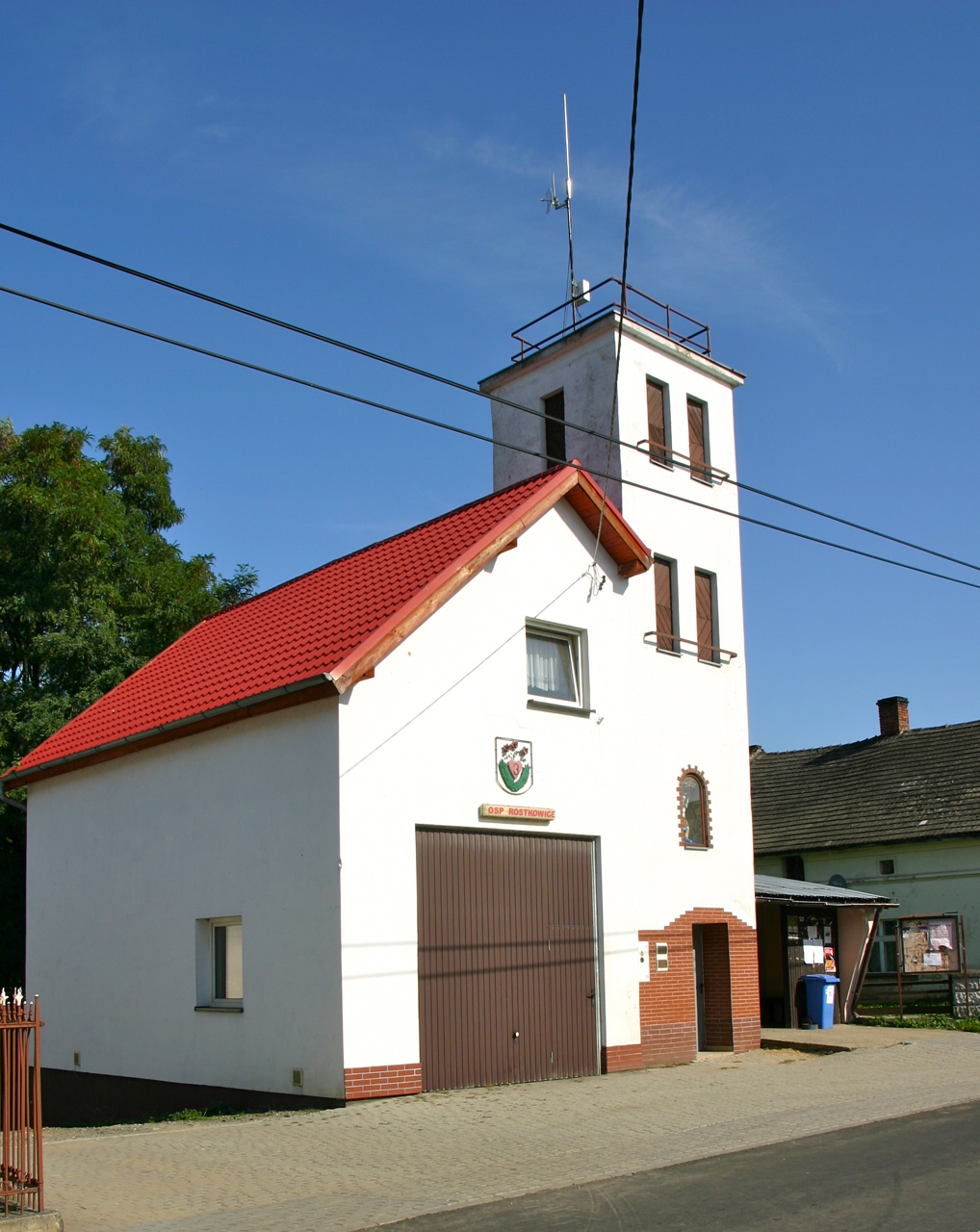
Feuerwehrhaus in Rosenberg

Der Ort wurde in der ersten Hälfte des 15. Jahrhunderts gegründet und wurde 1467 erstmals urkundlich als „Rostkowicze“ erwähnt.
Nach dem Ersten Schlesischen Krieg 1742 gelangte Rosenberg mit dem größten Teil Schlesiens an Preußen.
Nach der Neuorganisation der Provinz Schlesien gehörte die Landgemeinde Rosenberg ab 1816 zum Landkreis Neustadt O.S. im Regierungsbezirk Oppeln. 1845 bestanden im Dorf eine Erbscholtisei, eine Brennerei, eine Brauerei sowie 39 weitere Häuser. Im gleichen Jahr lebten in Rosenberg 408 Menschen, allesamt katholisch. 1855 lebten 401 Menschen in Rosenberg. 1865 bestanden im Ort 19 Bauern-, 8 Gärtnerstellen und 12 Häuslerstellen. Eingepfarrt waren die Bewohner nach Alt-Zülz, eingeschult nach Simsdorf. 1874 wurde der Amtsbezirk Simsdorf gegründet, welcher aus den Landgemeinden Alt Zülz, Polnisch Probnitz, Rosenberg und Simsdorf und dem Gutsbezirk Simsdorf bestand. 1885 zählte Rosenberg 471 Einwohner.
Bei der Volksabstimmung in Oberschlesien am 20. März 1921 stimmten 298 Wahlberechtigte für einen Verbleib bei Deutschland und 34 für Polen. Rosenberg verblieb beim Deutschen Reich. 1933 lebten im Ort 428 Einwohner. 1939 hatte Rosenberg 422 Einwohner. Bis 1945 befand sich der Ort im Landkreis Neustadt O.S.
1945 kam der bisher deutsche Ort unter polnische Verwaltung und wurde in Rostkowice umbenannt und der Woiwodschaft Schlesien angeschlossen. 1950 kam der Ort zur Woiwodschaft Oppeln. 1999 kam der Ort zum Powiat Prudnicki. Am 6. März 2006 wurde in der Gemeinde Zülz, der Rosenberg angehört, Deutsch als zweite Amtssprache eingeführt. Am 24. November 2008 erhielt der Ort zusätzlich den amtlichen deutschen Ortsnamen Rosenberg.

## Sehenswürdigkeiten und Denkmale
- Feuerwehrhaus mit einer Figur des Heiligen Florians und dem Wappen des Ortes Rosenberg.
- Gefallenendenkmal
- Zwei Wegkreuze
- Das einzige denkmalgeschützte Gebäude im Ort ist ein Haus aus dem 18. Jahrhundert.

## Söhne und Töchter des Ortes
- Franz Strzoda (1857–1928), deutscher Politiker (Zentrum)